# Битка код Анхијала (917)
Битка код Анхијала (буг. Битката при Ахелой) вођена је 20. августа 917. године између бугарске војске Симеона I са једне и византијске војске под Лавом Фоком Старијим са друге стране. Део је визатијско-бугарских ратова, а завршена је великом победом Бугара. Једна је од највећих битака бугарске историје и након ње је Бугарско царство било на врхунцу моћи.

## Увод
Након пораза од бугарског кнеза Симеона, византијски цар Лав VI Мудри пристаје на плаћање годишњег данка Бугарима. Након Лавове смрти, његов наследник Александар одбија плаћање данка, па Симеон обнавља рат са Византијом. Александар убрзо умире, а нови регент, патријарх Никола Мистик настоји да спречи рат крунишући Симеона за цара и обећавајући да ће младог цара Константина VII оженити једном од његових кћери. Међутим, у Цариграду је 914. године извршен државни удар. Нова регентица Зоја раскида договор са Симеоном. Бугари обнављају рат и нападају византијске поседе у Тракији и око Драча, а без отпора заузимају Хадријанопољ.
Обе стране припремале су се за коначан сукоб. Ради тога Зоја склапа мир са Абасидским калифатом, а настоји да склопи споразуме и са Печенезима, Србима и Мађарима како би они Бугаре напали са леђа. Ове намере су осујећене захваљујући Симеоновој дипломатској вештини.

## Битка
Године 917. византијска војска креће на север у две групе: једна под генералом Лавом Фоком Старијим, а друга под Романом Лакапином. Фокина војска се улогорила на обали крај древне тврђаве Анхијал, а Симеон је своју војску улогорио на висоравни око тврђаве. Коњичку резерву сакрио је иза брда. Намерно је ојачао крила, а ослабио центр како би намамио Византијце у клопку.
Битка је започела ујутро. Византинци су жестоким ударом натерали Бугаре у бег, а потом их стали гонити. То је Симеон и чекао те је са резервном коњицом ударио на растурене византијске одреде. Истовремено је протурена лажна вест да је Фока погинуо. У борби је убијен и Симеонов коњ. Ипак, Бугари односе победу. Највећи део византијске војске је убијен, међу њима и адмирал Константин Липс. Фока се успео спасити.

## Последице
Бугарске трупе настављају са маршем ка Цариграду. Зоја је пристала на Симеонове захтеве да уђе у град и крунише се за „цара Бугара и Римљана“, али је одбила да заручи свога сина Константина Симеоновој кћери. Коначан обрачун спречио је устанак Срба због кога се Симеон морао повући назад на запад.